# Melaspilea amota
Melaspilea amota är en lavart som beskrevs av Nyl. Melaspilea amota ingår i släktet Melaspilea och familjen Melaspileaceae.   Inga underarter finns listade i Catalogue of Life.